# Ferula (Kreuzstab)

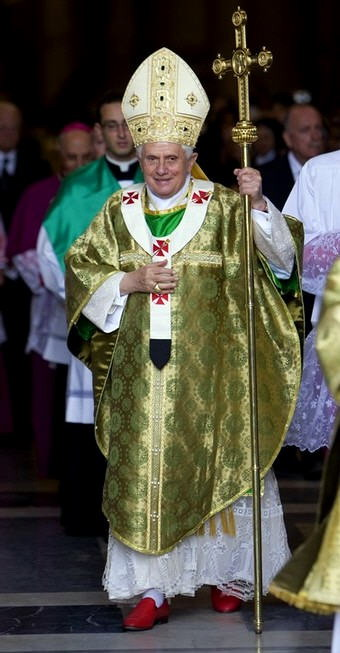
Papst Benedikt XVI. im Oktober 2008 mit der zeitweilig verwendeten Ferula Pius’ IX.

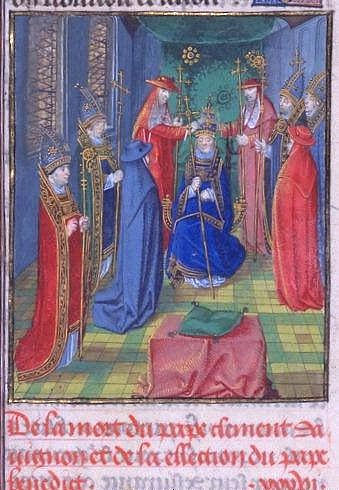
Benedikt XIII. mit Ferula, Avignon 1394

Die Ferula (lat. für Gerte, Rute, Stock) ist ein in der römisch-katholischen Kirche dem Papst vorbehaltenes Insigne. Es handelt sich um einen Stab, der am oberen Ende ein Kreuz trägt.

## Herkunft und Überlieferung vom Petrusstab
Spätestens seit dem Frühmittelalter bedienten sich die römischen Päpste eines solchen nicht gekrümmten Stabes, während sich bis zum Hochmittelalter bei Bischöfen und Äbten der Brauch durchsetzte, einen Stab mit einer Krümme als Zeichen ihrer Hirtensorge und Jurisdiktionsgewalt zu tragen.
Der Legende nach trug schon Petrus einen derartigen Stab (ohne Kreuz), der sich seit den Tagen des heiligen Bischofs Eucharius (um 250) im Besitz der Trierer Kirche befunden haben soll. Der Stab wurde später zwischen den Erzbistümern Köln und Trier aufgeteilt. Nach der Neugliederung der deutschen Bistümer im 19. Jahrhundert kam der von Erzbischof Egbert von Trier 980 in eine kostbare Hülle geborgene Trierer Teil des Stabs in den Domschatz der Diözese Limburg, wo er noch heute verwahrt wird. Allerdings wird der Stab gelegentlich bei der Amtseinführung eines neuen Trierer Bischofs diesem symbolisch überreicht.

## Geschichtliche Entwicklung und Gebrauch
Ähnlich wie bei den Patriarchen das Patriarchenkreuz wurde dem Papst der Stab mit dem Kreuz gewöhnlich vorangetragen. Er führte ihn nicht gleich einem Bischofsstab in der Hand. Nur bei Kirchweihen ergriff er selbst die Ferula, um (gleich den Bischöfen mit dem Krummstab) dreimal an die Tür zu klopfen und das lateinische sowie das griechische Alphabet auf den Boden der Kirche zu zeichnen.
Früheste Abbildungen zeigen die Ferula oben in einer kleinen Kugel endend, später in einer mit einem Kreuz überhöhten Kugel, in den jüngsten Darstellungen dann nur noch in einem Kreuz. In der Antike stand die Kugel eines Zepters für den Globus, über den der Träger im Auftrag der Götter die Herrschaft ausübte; das christliche Kreuz entsprach dem Adler des Jupiter, der das Insigne in heidnischer Zeit schmückte. Das Adlerzepter trug der siegreiche römische Feldherr bei seinem Triumphzug; in der Römischen Republik gehörte es zum Festkleid des seine Amtszeit antretenden Konsuls und ging später in die Galatracht des Kaisers über.
Im ausgehenden Mittelalter war auch das dreifache Papstkreuz als Ferula in Gebrauch (auf einigen Stichen dieser Zeit zu sehen).
Spätestens aus der sogenannten Konstantinischen Schenkung (8./9. Jahrhundert) leiteten die Päpste u. a. das Recht zum Tragen der imperialia sceptra, des kaiserlichen Zepters, her. Aus diesem Insigne dürfte sich die Ferula als Herrscherstab der Päpste entwickelt haben. Nach der Wahl eines jeden neuen Papstes fand seit dem 8. Jahrhundert die Inbesitznahme der Kathedra der Lateranbasilika als eigenständiger Akt statt (Inthronisation). Bei dieser Zeremonie erhielt das neue Oberhaupt der Christenheit die Ferula als signum regiminis et correctionis (Zeichen der regierenden und strafenden Gewalt). Die Übergabe der Ferula war ein wichtiger und symbolkräftiger Akt, hatte aber nicht das Gewicht, das bei der Krönung des Papstes im Petersdom der Auflegung des Palliums zukam, in der sich die ganze Fülle der oberkirchlichen Gewalt zeigte.
Die erste literarische Bezeugung der Ferula findet sich in der Historia Ottonis des Liudprand von Cremona. Liudprand berichtet in seiner Biographie Kaiser Ottos I. von der Absetzung Benedikts V. durch den Gegenpapst Leo VIII. im Jahre 964. Benedikt musste das Pallium und die Ferula an Leo VIII. zurückgeben. Der Gegenpapst nahm das Zepter, zerbrach es und zeigte es dann dem anwesenden Volk. Zeichenhaft wurde so das Ende der Herrschaft Benedikts V. vorgeführt.
Da Bischofsstäbe seit dem Hochmittelalter auch Symbol der (vom Papst strikt abgelehnten) Laieninvestitur darstellten, wurde die liturgische Verwendung der Ferula (im Gegensatz zum Gebrauch des Krummstabes der Bischöfe) weitgehend vermieden und auf seltene Ausnahmen außerhalb der Messfeier beschränkt. Mit Beginn des 16. Jahrhunderts ist auch die Zeremonie der Überreichung der Ferula bei der Inthronisation in der Lateranbasilika gänzlich entfallen.
Seit dem 19. Jahrhundert wurden den Päpsten vermehrt Geschenke gemacht, welche den Gebrauch der Ferula wiederbeleben sollten. So erhielt 1877, nach dem Verlust des Kirchenstaates, Pius IX. einen Stab zum Geschenk, der von einer Madonna bekrönt war, vom Papst jedoch nie verwendet wurde. Im selben Jahr, zu seinem fünfzigjährigen Bischofsjubiläum, erhielt Pius IX. vom Circolo S. Pietro, einer Vereinigung papsttreuer römischer Jugendlicher, ein Vortragekreuz geschenkt, welches Johannes XXIII. später als Ferula verwendete. Hierbei handelt es sich um jenes Vortragekreuz, das Benedikt XVI. von Palmsonntag 2008 bis November 2009 nach Art eines Hirtenstabes als Ferula benutzte. Auch verschiedene „Papstkreuze“, die Leo XIII. erhielt, sind nur schwer einzuordnen, ein dreibalkiges croce pastorale (Pastoralkreuz), ein Geschenk des Internationalen Komitees der Päpstlichen Ritterorden, trägt eine eingravierte Widmung, in der von einem summae potestatis insigne (Insigne der höchsten Gewalt) gesprochen wird.
Bis zum Pontifikat von Johannes XXIII. wurden bei den liturgischen Zeremonien des Papstes weiterhin wahlweise sowohl das mit drei Balken versehene Kreuz als auch das päpstliche (Vortrage-)Kreuz benutzt. Die Frage, welches Kreuz zu den Feierlichkeiten des Zweiten Vatikanischen Konzils genommen werden sollte, hat zu langen und heftigen Diskussionen unter den päpstlichen Zeremoniaren geführt.
Nach der Wahl Pauls VI. zum Papst am 21. Juni 1963 erreichte den neapolitanischen Bildhauer Lello Scorzelli ein dringendes Ansuchen vom Privatsekretär des Papstes, Don Pasquale Macchi, auf die Fertigung eines Hirtenstabes für den Papst, den dieser zur Abschlussfeier des 2. Vatikanischen Konzils am 8. Dezember 1965 erstmals und danach häufig, aber nicht ausschließlich, benutzte. Das fertige Werk wurde von Paul VI. als „kraftvoll und ausdrucksstark, eine zum Himmel gespannten Schleuder“ bezeichnet und fortan von ihm und seinen Nachfolgern regelmäßig getragen. Der Hirtenstab Pauls VI. übernimmt von der traditionellen Ferula die Kreuzform, ergänzt sie jedoch um eine Darstellung des Gekreuzigten. Abweichend von früherer Übung wird der päpstliche Kreuzstab seit Paul VI. analog zum gewöhnlichen Bischofsstab auch innerhalb der Messfeiern verwendet.

## Heutiger Gebrauch

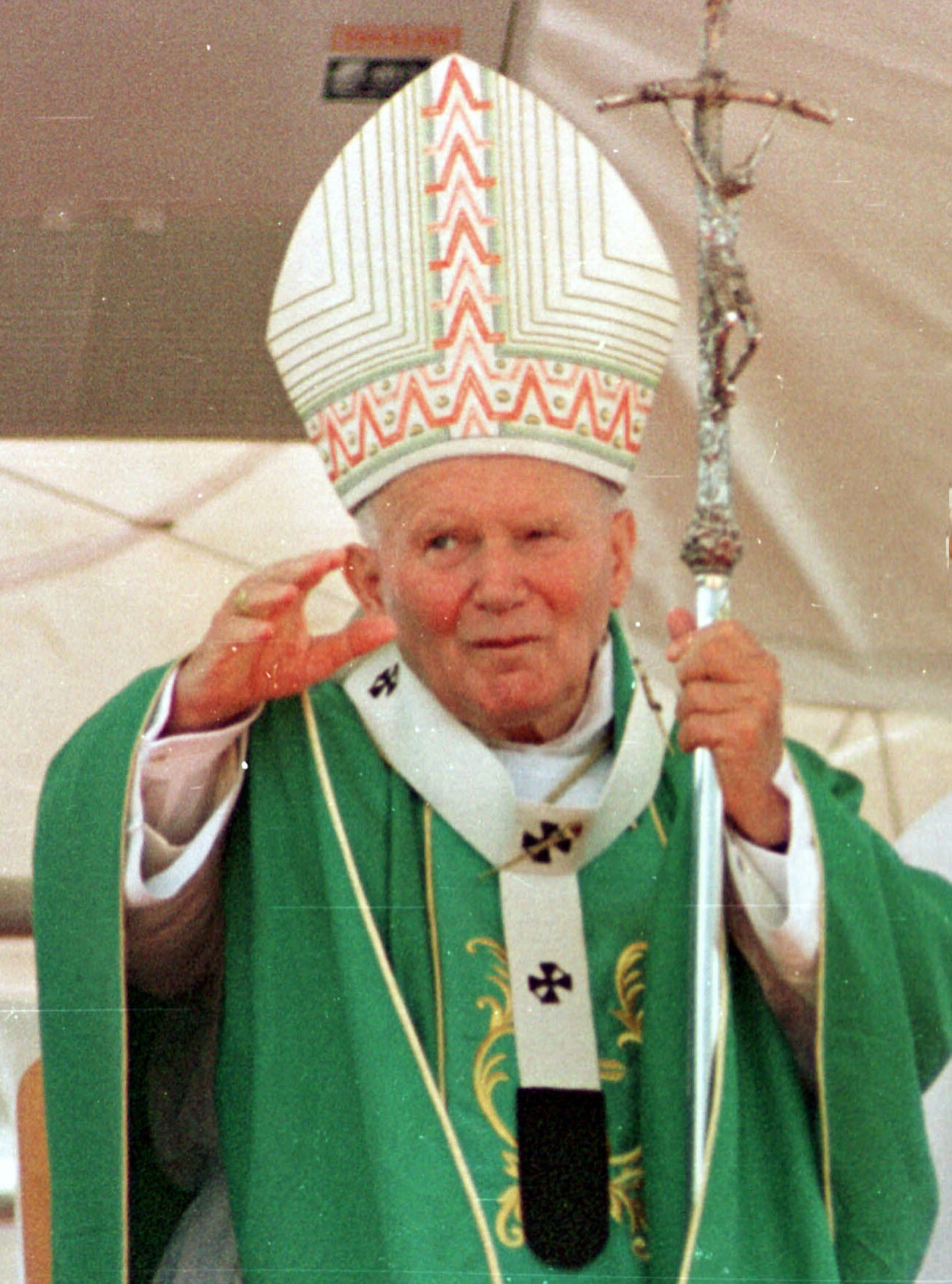
Papst Johannes Paul II. 1997 mit dem von Lello Scorzelli geschaffenen Kreuzstab

Alle Nachfolger Pauls VI. übernahmen den neuen Kreuzstab. Schon bei den Gottesdiensten, mit denen sie ihr höchstes Hirtenamt offiziell übernahmen, trugen sie ihn – ohne vorherige Überreichungszeremonie. Wie bereits Paul VI. verwendete Johannes Paul II. gelegentlich andere Ferulae, z. B. in Dreifachkreuzform.
Zum Eucharistischen Kongress 1981 in Lourdes, an dem er wegen der schweren Verletzung nach dem Attentat am 13. Mai 1981 nicht persönlich teilnehmen konnte, entsandte Johannes Paul II. symbolhaft einen Legaten mit einer Ferula. Durch den beständigen Gebrauch durch Johannes Paul II. bestimmte Scorzellis Kreuzstab das öffentliche Bild dieses Papstes, besonders seiner letzten Lebensjahre, nachhaltig mit.
Papst Benedikt XVI. setzte beständig die von Paul VI. eingeführte Verwendung der Ferula auch innerhalb der Messfeiern fort.
- Er übernahm anfangs den silbernen Kreuzstab Pauls VI.,[6] stellte seinen liturgischen Gebrauch jedoch später ein. Material und Form verkörperten nicht die gewünschte ungebrochene römische Tradition.
- In einer Übergangszeit von Palmsonntag 2008 bis November 2009 benutzte er eine goldene Ferula ohne Darstellung des Gekreuzigten. Hierbei handelt es sich um das oben erwähnte Vortragekreuz Papst Pius’ IX., das bereits von Johannes XXIII. als Ferula verwendet wurde.[2]
- Vom 1. Adventsonntag 2009 bis zum Ende seines Pontifikats benutzte Benedikt XVI. eine eigens für ihn angefertigte goldene Ferula, die gleichfalls ein Geschenk des römischen Wohltätigkeitsverbandes „Circolo San Pietro“ war.[7] Diese ist vergoldet, wiegt jedoch weniger als die vorherige (2,53 kg bei 1,84 Metern Länge). Das Kreuz hat – wie mit Ausnahme des Scorzelli-Stabs Pauls VI. üblich – keinen Korpus und zeigt stattdessen auf der Vorderseite das Osterlamm. Die Enden des Kreuzes zeigen die vier Evangelisten, ein eingraviertes Netz auf dem Querbalken soll an Petrus als Menschenfischer erinnern. Die Rückseite zeigt an den Kreuzenden je zwei Kirchenväter des Ostens und Westens: Athanasius und Johannes Chrysostomos sowie Augustinus und Ambrosius. In der Mitte ist das Christusmonogramm XP abgebildet. Auf dem Ring unterhalb des Kreuzes ist der Name Benedikts XVI. eingraviert, das obere Ende des Stabes zeigt das Wappen des Papstes.[8]

Papst Franziskus verwendete im Wechsel sowohl die Ferula Benedikts XVI. als auch den Kreuzstab Pauls VI. Bei seinem Besuch auf Lampedusa am 8. Juli 2013 benutzte Papst Franziskus eine moderne Ferula, die aus Holzteilen gekenterter Flüchtlingsboote für diesen Anlass hergestellt worden war. Bei der Allerheiligenmesse am 1. November 2013 auf dem römischen Friedhof Campo Verano fand erstmals eine neue Ferula Verwendung, welche aus Materialien hergestellt ist, die unter Gesichtspunkten ethischer Verantwortung ausgewählt worden waren: aus Caobaholz (amerikanisches Mahagoni), Bronze und Silber, die durch nicht-invasive Methoden gewonnen worden waren. Es handelt sich dabei um eine Spende des „Gruppo di ricerca sui metalli etici“, einer Forschungsgruppe für die ethisch unbedenkliche Produktion von Metallen, und entstammt der Werkstatt des römischen Goldschmieds Maurizio Lauri.
Zu Palmsonntag 2014 benutzte Papst Franziskus eine weitere neue Ferula: einen Kreuzstab aus Olivenholz, der von Häftlingen in San Remo hergestellt worden war.
Papst Leo XIV. benutzte in seiner ersten Messe am 9. Mai 2025 die Ferula Benedikts XVI.

### Andere Gebräuche eines Kreuzstabs

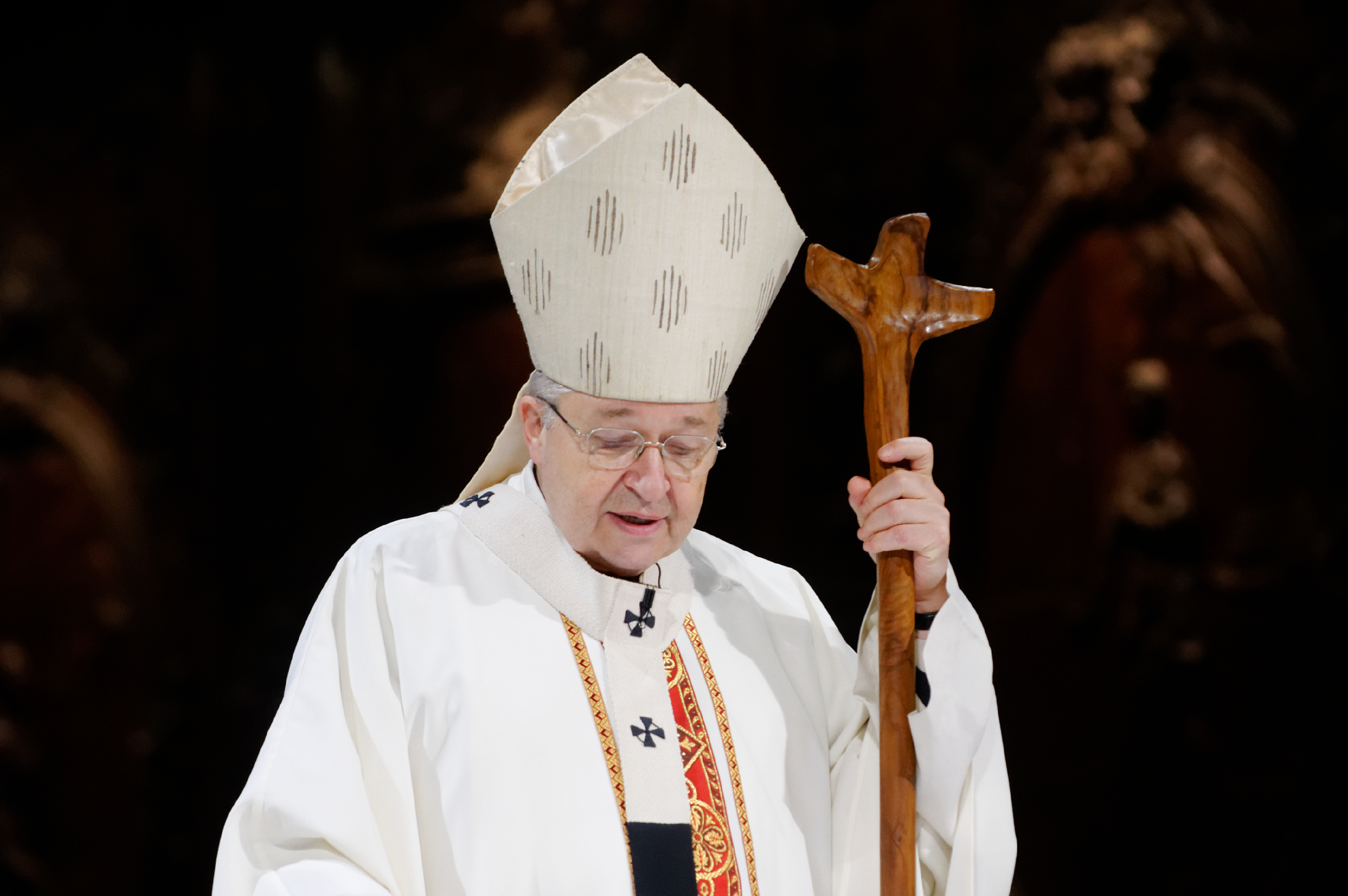
Kardinal Vingt-Trois mit Kreuzstab

Ein eigentümlicher Brauch besteht im Erzbistum Paris. Kardinal André Vingt-Trois benutzte – wie sein Vorgänger Kardinal Jean-Marie Lustiger – in Paris stets einen hölzernen Bischofsstab, der nicht in einer Krümme, sondern in einem modern gehaltenen Kreuz endet. Dabei handelt es sich der Form nach um eine (stilisierte) Ferula.
Auch der emeritierte Erzbischof von Santa Fé de Bogotá und Primas von Kolumbien, Rubén Salazar Gómez, benutzte 2010 bei seiner Amtseinführung eine Ferula anstelle des konventionellen gebogenen Bischofsstabes.